# Kreileroord
Kreileroord  est un village de la province de Hollande-Septentrionale aux Pays-Bas. Elle fait partie de la commune de Hollands Kroon. Elle est située à environ 21 km au nord d'Hoorn.
La ville compte 608 habitants (2001).
Le nom du village fait référence à la forêt de Creil engloutie lors d'une tempête.